# Order Zasługi Badenii-Wirtembergii
Order Zasługi Badenii-Wirtembergii (niem. Verdienstorden des Landes Baden-Württemberg), do 2009 Medal Zasługi Badenii-Wirtembergii (Verdienstmedaille des Landes Baden-Württemberg) – odznaczenie za zasługi dla kraju związkowego RFN Badenii-Wirtembergii.

## Historia
Odznaczenie zostało ustanowiony jako medal 26 listopada 1974 przez prezesa Rady Ministrów Badenii-Wirtembergii jako „nagroda za wybitne zasługi dla kraju Badenii-Wirtembergii jego ludności, szczególnie w dziedzinach politycznej, społecznej, kulturalnej i gospodarczej”. Może być nadawany także cudzoziemcom. Grono żyjących odznaczonych medalem nie może przekroczyć liczby 1000 osób. Uprawnienia do podania kandydatury do odznaczenie mają: marszałek landtagu, ministrowie rządu krajowego oraz wszyscy obywatele kraju federalnego, którzy mogą składać wnioski poprzez lokalnych burmistrzów i landratów (starostów), ci zaś je opiniują i skierowują do rządu krajowego. Odznaczenia otrzymać nie mogą osoby skazane za przestępstwo, medal może być odebrany decyzją prezesa Rady Ministrów, jeśli posiadacz popełni przestępstwo. Nie można go też otrzymać za działalność gospodarczą we własnej firmie.

## Insygnia
Pierwotna oznaka to jednoklasowy medal o średnicy 26 mm. Na awersie widnieje herb kraju Badenia-Wirtembergia, pod nim znajduje się napis: „Baden-Württemberg”. Na rewersie widnieje napis: „Für Verdienste” i stylizowana gałązka laurowa. Medal jest noszony na lewej piersi na żółtej wstędze z szerokim czarnym paskiem z prawej strony (barwy flagi Badenii-Wirtembergii), przez kobiety na damskiej kokardzie nad lewą piersią poniżej obojczyka. Od 1975 do 1980 medal był bity w złocie drugiej próby (750), od tego roku wykonywany jest w złocie szóstej próby (333).
Od 2016 order ma formę jednolitego krzyża, z umieszczonym pośrodku medalionem z godłem Badenii-Wirtembergii. Odznaka orderowa mocowana jest do wstążki wiązanej w pięciokąt (kolory wstążki nie uległy zmianie).

## Odznaczeni
Do 2007 odznaczono 1653 osoby, w 2012 order posiadało 817 osób. 
W 2007 medal otrzymał Henry Kissinger. Z obywateli polskich w 1997 wyróżniony nim został Władysław Bartoszewski, a w 2015 Jacek  Zieliniewicz. Posiada go także Anne-Sophie Mutter.